# Frank Chesterton
Frank Chesterton (* um 1885; † im 20. Jahrhundert) war ein englischer Badmintonspieler.

## Karriere
Frank Chesterton gewann zu Beginn des 20. Jahrhunderts bei den All England mehrere Titel.
Erfolgreich war er auch bei den Irish Open, Scottish Open und French Open.

## Sportliche Erfolge
| Saison | Veranstaltung                              | Disziplin    | Platz | Name                                      |
| ------ | ------------------------------------------ | ------------ | ----- | ----------------------------------------- |
| 1906   | All England                                | Herreneinzel | 2     | Frank Chesterton                          |
| 1907   | All England                                | Herreneinzel | 2     | Frank Chesterton                          |
| 1907   | All England                                | Herrendoppel | 2     | Frank Chesterton / Stewart Marsden Massey |
| 1908   | Scottish Open                              | Herrendoppel | 1     | Frank Chesterton / Hugh Comyn             |
| 1908   | Scottish Open                              | Herreneinzel | 1     | Frank Chesterton                          |
| 1908   | All England                                | Herrendoppel | 2     | Frank Chesterton / Stewart Marsden Massey |
| 1908   | Scottish Open                              | Mixed        | 1     | Frank Chesterton / Meriel Lucas           |
| 1909   | All England                                | Mixed        | 2     | Frank Chesterton / Meriel Lucas           |
| 1908   | French Open                                | Mixed        | 1     | Frank Chesterton / Margaret Larminie      |
| 1908   | French Open                                | Herrendoppel | 1     | Frank Chesterton / Stewart Marsden Massey |
| 1908   | French Open                                | Herreneinzel | 1     | Frank Chesterton                          |
| 1909   | Irish Open                                 | Herrendoppel | 1     | Frank Chesterton / George Alan Thomas     |
| 1909   | All England                                | Herrendoppel | 1     | Frank Chesterton / Albert Davis Prebble   |
| 1909   | All England                                | Herreneinzel | 1     | Frank Chesterton                          |
| 1910   | All England                                | Herreneinzel | 1     | Frank Chesterton                          |
| 1910   | All England                                | Herrendoppel | 2     | Frank Chesterton / Albert Davis Prebble   |
| 1910   | Irish Open                                 | Herreneinzel | 1     | Frank Chesterton                          |
| 1910   | Irish Open                                 | Herrendoppel | 1     | Frank Chesterton / George Alan Thomas     |
| 1909   | Frankreich: Internationale Meisterschaften | Herreneinzel | 1     | Frank Chesterton                          |
| 1910   | All England                                | Mixed        | 2     | Frank Chesterton / Meriel Lucas           |
| 1912   | All England                                | Herreneinzel | 1     | Frank Chesterton                          |
| 1913   | All England                                | Herrendoppel | 1     | Frank Chesterton / George Alan Thomas     |
| 1914   | All England                                | Herrendoppel | 1     | Frank Chesterton / George Alan Thomas     |
| 1914   | Scottish Open                              | Herrendoppel | 1     | George Alan Thomas / Frank Chesterton     |